# دیوگیوسان
دیوگیوسان (به لاتین: Deogyusan) یک کوه در کره جنوبی است که در Jeollabuk-do and Gyeongsangnam-do, South Korea واقع شده‌است. دیوگیوسان ۱٬۶۱۴ متر بالاتر از سطح دریا واقع شده‌است.